# Episymploce malaisei
Episymploce malaisei är en kackerlacksart som först beskrevs av Karlis Princis 1950.  Episymploce malaisei ingår i släktet Episymploce och familjen småkackerlackor.

## Underarter
Arten delas in i följande underarter:
- E. m. malaisei
- E. m. externa